# Weare Giffard
Weare Giffard – wieś i civil parish w Anglii, w Devon, w dystrykcie Torridge. W 2011 civil parish liczyła 345 mieszkańców. Weare Giffard jest wspomniana w Domesday Book (1086) jako Were/Wera.